# The Tower (Dubai)
The Tower (arabisch البرج), bzw. Dubai Creek Tower ist ein in Bau befindlicher Aussichtsturm in Dubai. Der ursprüngliche Entwurf stammte von dem spanisch-schweizerischen Architekten und Bauingenieur Santiago Calatrava. Im Jahr 2024 wurde der seit 2018 pausierte Bau laut dem Gründer der Baufirma wieder aufgenommen, soll nun aber eine etwas andere Gestalt erhalten als ursprünglich geplant.

## Lage
Der Aussichtsturm soll Teil des neu entstehenden Viertels Dubai Creek Harbour südlich des Flughafens Dubai am Ostufer des Dubai Creek werden, das von Hochhäusern mit zirka 50 Geschossen geprägt ist.

## Konzept
Die voraussichtliche Höhe des Turms sollte ursprünglich zwischen 928 und 1400 Metern liegen. Er wäre zum Zeitpunkt der ursprünglich geplanten Fertigstellung zur Expo 2020 in Dubai das höchste Bauwerk der Welt gewesen. Als Fertigstellungsdaten wurden später Zeitpunkte zwischen 2023 und 2024 genannt. 
Das Ingenieurbüro, das an dem Projekt arbeitet, gab zunächst bekannt, dass Dubais neuer höchster Turm nachts ein „Leuchtfeuer“ aus seinem Gipfel ausstrahlen wird. Einmal abgeschlossen, soll das „Dubai Creek Harbour Tower Project“ nach Wunsch der Auftraggeber als „The Tower“ bekannt werden. An der Spitze befindet sich eine ovale Knospe, die zehn Aussichtsplattformen umfasst; darunter der Raum, der nach Aussage von Aurecon, einer australischen Ingenieur-, Planungs-, Projektmanagement und Consulting Gesellschaft, die mit dem Architekten Santiago Calatrava zusammenarbeiten soll, einen 360-Grad-Rundumblick auf die Stadt bietet.
Laut Aussagen von Calatrava wurde er bei seinen Plänen von orientalischer und islamischer Architektur inspiriert, so z. B. von Minaretten der Moscheen oder den Hängenden Gärten der Semiramis in Babylon. Bei der Konstruktion sollen modernste ökologische, energie- und bautechnische Kenntnisse genutzt werden, insbesondere beim Sonnenschutz, dem Kühlungssystem und dem Recycling von Wasser.
Im Oktober 2016 erfolgte durch Muhammad bin Raschid Al Maktum die Grundsteinlegung des Wolkenkratzers.
Am 15. Januar 2017 wurde im Einkaufszentrum des Komplexes ein überarbeitetes Modell des Originalentwurfs vorgestellt. Die Höhe des Turms wurde reduziert.
Ein im Februar 2017 erschienenes Rendering zeigt eine von Drahtseilen unterstützte Turmkonstruktion. Als Name für den Turm ist Lagoon Tower vorgesehen.

## Pausierung

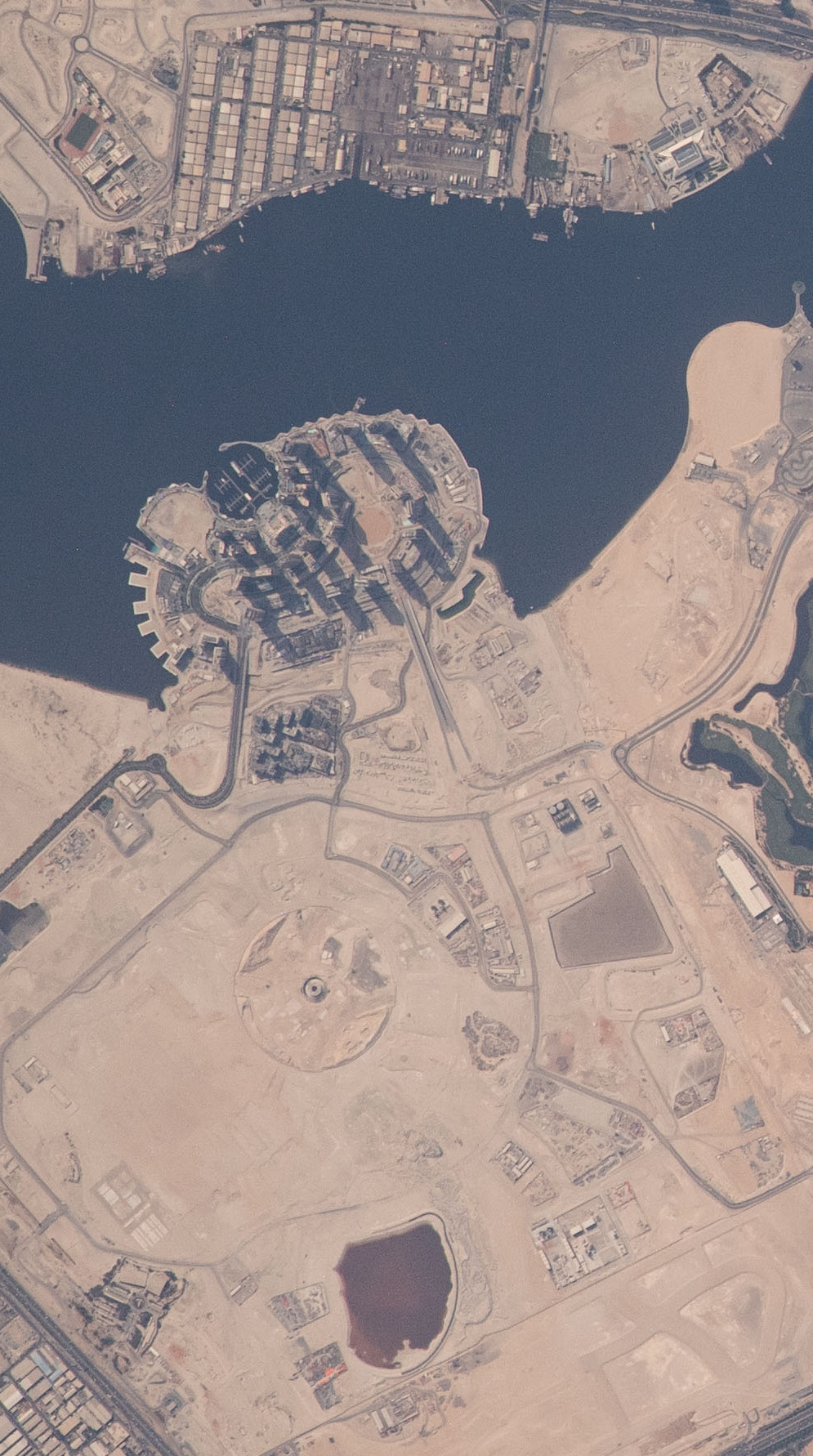
Die Harbour Marina am Dubai Creek mit den Baustellen um den (runden) Turm im Jahr 2021

Im Mai 2018 wurden die Betonierungsarbeiten für die 72 Meter tiefe Pfahlgründung des Dubai Creek Towers abgeschlossen. Danach stoppten die Arbeiten und mit Beginn der COVID-19-Pandemie in den Vereinigten Arabischen Emiraten wurde das Projekt offiziell auf Eis gelegt, nachdem man noch im Jahr 2019 verkündet hatte, dass die China State Construction Engineering den Bau übernehmen werde. Das Projekt wurde später von der Website der Firma Emaar Properties, die den Turm bauen wollte, entfernt.

## Weiterbau
Im September 2023 wurde bekannt gegeben, dass man das Projekt umgestalten wolle. Zudem wurde von Mohamed Alabbar, dem Gründer von Emaar Properties, ein Neustart des Baus für das Jahr 2024 anvisiert. In diesem Zusammenhang wurde auch verkündet, dass der Turm eine deutlich geringere Höhe aufweisen werde als ursprünglich geplant, da sich Dubai nicht mehr allein auf Rekorde konzentriere. Das Bauwerk soll nun als „elegantere Version“ des Entwurfs von Calatrava entstehen, die zudem nicht so hoch ausfalle wie der Burj Khalifa, da es ausreichend sei, wenn der Aussichtsturm die Umgebung überrage, da nicht er den Profit abwerfe, sondern die Wohnungen mit Blick auf den Turm. Alabbar verkündete Anfang Februar 2024, dass die Bauarbeiten nach den bereits bewilligten neuen Plänen bereits wieder begonnen hatten.